# عبد العزيز الخلوصي
عبد العزيز محمود الخلوصي، لاعب كرة قدم قطري.
لعب سابقاً في أكاديمية أسباير ونادي السد و أعير إلى نادي يوبين في الفئات السنية و منتخب شباب قطر .